# Шустерман Ганна Лазарівна
Ганна Лазарівна Шустерман, у шлюбі — Вагенер (люксемб. Anna Wagener, нар.. 14 жовтня 1976, Бельці) — молдавська і люксембурзька шахістка, міжнародний гросмейстер (1996). Триразова чемпіонка Молдови (1995, 2000, 2004). Розділила 1-2 місця на чемпіонаті Європи серед дівчат до 16 років у Словаччині (1992).

## Життєпис та спортивна кар'єра
Народилася 1976 року в сім'ї шахістів: батько — заслужений тренер Молдови, міжнародний майстер Лазар Самуїлович Шустерман, мати — кандидатка у майстри спорту Белла Шлемівна Шустерман (до шлюбу Бурштейнайте). Навчалася Ганна Шустерман у Бєльцькій дитячо-юнацької шахової спортивної школі (СДЮШОР шахів), директором якої був її батько. Закінчила факультет іноземних мов Бєльцького державного університету імені Алеку Руссо. Проживає у Люксембурзі.